# Udamopyga percita
Udamopyga percita är en tvåvingeart som först beskrevs av Guilherme A.M.Lopes 1938.  Udamopyga percita ingår i släktet Udamopyga och familjen köttflugor. Inga underarter finns listade i Catalogue of Life.